# Claudia Rucci
Claudia Mónica Rucci (Buenos Aires, 19 de diciembre de 1963) es una actriz y política argentina que se desempeñó como diputada nacional durante los períodos 2009-2013 y 2015-2017, y como senadora de la provincia de Buenos Aires durante el período 2019-2023. En enero de 2024 fue designada por la vicepresidente Victoria Villarruel al frente del Observatorio de Derechos Humanos del Senado de la Nación. 

## Biografía
Es hija de Nélida Vaglio y del sindicalista José Ignacio Rucci, quien fue asesinado cuando ella tenía 9 años. La causa que investiga su asesinato aún permanece abierta a cargo del Juez Doctor Ariel Lijo.
Nació en Villa Soldati el 19 de diciembre de 1963. Debutó como actriz en 1969, a los 6 años, en el programa "Música en Libertad Infantil". Hasta el año 2003 actuó en numerosas telenovelas emitidas en varios canales de televisión, junto a figuras como Rodolfo Bebán, Arnaldo André, Carlos Andrés Calvo, Oscar Ferrigno, Darío Víttori, China Zorrilla, Raúl Rossi, Gabriela Gilli, Alberto Martín (de quien fuere la hija mayor, en la exitosa telecomedia Crecer con Papá), María Rosa Gallo, Beatriz Taibo y Ricardo Darín.
Estuvo casada con Víctor Hugo Vieyra desde 1982 hasta 2003. Es madre de tres hijos: María y Juan de su primer matrimonio, y Thiago, junto a su actual marido Gustavo Salischiker.
Desde 2004 hasta 2009 se desempeñó en la CGT, en la Secretaría de Interior conducida por Gerónimo "Momo" Venegas, a cargo de las normalizaciones de las seccionales de la central obrera en las provincias.
Entre 2009 y 2013, se desempeñó como diputada nacional siendo electa por Unión Pro, habiendo encabezado la lista Francisco de Narváez. Fue presidenta de la Comisión de Mujer, Familia, Niñez y Adolescencia de la Cámara de Diputados de la Nación desde 2009 hasta 2011.
En las elecciones de 2011 fue candidata a vicegobernadora de la provincia de Buenos Aires, acompañando la candidatura presidencial de Eduardo Duhalde.
En 2013 fue candidata a diputada nacional, enfrentando nuevamente al oficialismo encabezado por Cristina Kirchner, junto a Francisco de Narváez. Fue candidata a vicepresidenta de la Nación en las Primarias Abiertas Simultáneas y Obligatorias (PASO) nacionales que se realizaron el 9 de agosto de 2015, acompañando a José Manuel de la Sota en el espacio "Unidos por una Nueva Argentina".
En 2019 fue electa senadora de la provincia de Buenos Aires por Juntos por el Cambio.
El 11 de marzo de 2021 se incorporó al Encuentro Republicano Federal (peronismo republicano), junto a Miguel Ángel Pichetto, Joaquín De la Torre, Juan Carlos Romero y dirigentes peronistas de todo el país, en una propuesta que confronta con el oficialismo del Frente de Todos, conducido por Cristina Kirchner.
El 11 de enero de 2024 fue designada por la vicepresidenta Victoria Villarruel para el Observatorio de Derechos Humanos del Senado.

## Controversias
En 2009, la lista del Frente para la Victoria impugnó su candidatura a diputada nacional por Unión PRO con el argumento que "no tenía domicilio registrado en la Provincia de Buenos Aires". Para resolver el conflicto planteado Claudia Rucci presentó numerosa documentación y testigos con lo que el juez interviniente tuvo que aceptar su postulación. Ese mismo año fue penalmente denunciada por estafa, imputándosele que había cobrado ilegalmente en 1999 una indemnización del Estado por el asesinato de su padre.
En 2012 fue acusada por "estafa en perjuicio de la administración pública" por haber recibido una indemnización de 220 mil dólares que el Estado le otorga a las víctimas de la Triple A. Declaró en la justicia que su padre había sido asesinado por la Triple A, posteriormente a cobrar una indemnización. Pero tras ello cambio la versión  culpando de la misma a Montoneros. Se consideró  que la "indemnización fue cobrada ilegítimamente", y por ello la jueza Servini de Cubría comenzó una investigación por presunta "falsificación o adulteración" de expediente judiciales para poder percibir esa compensación económica.
En todos los casos, tanto los referidos a Rucci como así también los referidos a De Narváez y a Solá, las denuncias fueron desestimadas por la Justicia.[cita requerida]

## Filmografía

### Televisión
| Ficciones | Ficciones                                         | Ficciones                                            |
| Año       | Título                                            | Personaje                                            |
| --------- | ------------------------------------------------- | ---------------------------------------------------- |
| 1972      | Me llaman Gorrión                                 | Paulina "Pochi" Morelli                              |
| 1974-1975 | Jacinta Pichimahuida, la maestra que no se olvida | Julia "Julita" Balmaceda                             |
| 1975      | No hace falta quererte                            | Nora "Norita" Frias                                  |
| 1976      | El gato                                           | Claudia Castro                                       |
| 1977      | El cuarteador                                     | Rosario "Rosarito" Morales                           |
| 1977      | El pícaro rebaño                                  | Luciana Soria                                        |
| 1981      | Gabriela                                          | Gabriela Campos de Saavedra                          |
| 1982      | Crecer con papá                                   | Ana Montivero                                        |
| 1982      | Barata de primavera                               | Gabriela Cortés                                      |
| 1983      | Humillados y ofendidos                            | Jazmín                                               |
| 1984      | Mi hermana la Nena                                | Silvina Guzmán / Abigail Grimaldi                    |
| 1986      | El lobo                                           | Gabriela                                             |
| 1987      | Grecia                                            | Paulina                                              |
| 1988      | El mago                                           | Natalia                                              |
| 1992      | Corazones de fuego                                | Silvia Nicholson                                     |
| 1993      | Dos al toque                                      | Brianna Stone                                        |
| 1994      | Alta comedia                                      | Andrea "Ep: Volver a querer" Liliana "Ep: Poca cosa" |
| 1994      | Marco, el candidato                               | Beatriz Suárez                                       |
| 1996-1998 | Verdad consecuencia                               | Valeria Heinrich                                     |
| 2011      | Batallas de la Libertad                           | Narradora                                            |

### Cine
| Año  | Título              | Personaje | Dirección      |
| ---- | ------------------- | --------- | -------------- |
| 1981 | Abierto día y noche | Margarita | Fernando Ayala |